# Bakoko (peuple)
Pour les articles homonymes, voir Bakoko.
Les Bakoko sont une population d'Afrique centrale, vivant principalement au Cameroun. Ils font partie du groupe Sawa .
Ils habitent principalement la Région du Littoral , la Région du sud , la Région du centre et la Sud-Ouest , où vivent les populations côtières regroupées sous le nom de Sawa, dont font partie les Doualas comme les Bakoko. Les Sawa se réunissent une fois par an pour fêter le Ngondo et le Mpoo , festivités qui visent à unir les populations Sawa.
Comme tous les habitants de la côte, ils ont la culture de l'eau, avec la Sanaga qui traverse la ville d'Édéa.

## Ethnonymie
Selon les sources et le contexte, on peut rencontrer plusieurs variantes de l'ethnonyme : Bakogo, Bakokos, Bakoko, Kogo, Koko, Kokos.

## Langue
Ils parlent le bakoko, une langue bantoue dont le nombre de locuteurs était estimé à 50 000 au Cameroun en 1982.

## Notes et références

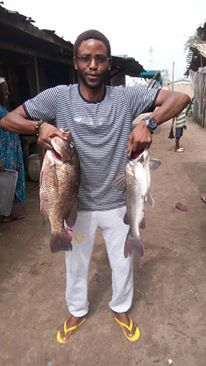
Poisson pêche NBAGA-BAKOKO